# 约翰·罗敦
约翰·罗敦（荷蘭語：John Hugo Loudon，1866年3月18日—1955年11月11日），是荷兰的外交官，曾担任驻清朝公使、驻日本公使、驻英国公使、驻美国公使、驻法国公使。